# Atethmia unicolor
Atethmia unicolor är en fjärilsart som beskrevs av Otto Staudinger 1871. Atethmia unicolor ingår i släktet Atethmia och familjen nattflyn. Inga underarter finns listade i Catalogue of Life.